# 維庫溴銨
維庫溴銨（INN：vecuronium bromide）是一種用於全身麻醉的藥物，在手术或機械通氣期间，達到放松骨骼肌的目的。可用於气管插管；但若需要快速完成插管，通常首选琥珀胆碱。此药物以靜脈注射。约 4 分钟时达到最大效果，并可持续长达一小时。
副作用包括可能低血壓和长期瘫痪。过敏並不常见。怀孕期间使用的婴儿安全性还不清楚。維庫溴銨属于氨基类固醇類的神经肌肉阻滞药，亦属于非去极化类型。作用原理是阻断乙酰胆碱对骨骼肌的作用。
維庫溴銨于 1984 年在美国取得医疗使用許可。名列世界卫生组织基本药物标准清单。已有學名药流通於市。合併使用新斯的明和阿托品可能可以逆转它的藥效。